# Kanton Vic-le-Comte
Vic-le-Comte is een kanton van het Franse departement Puy-de-Dôme. Het kanton maakt deel uit van de arrondissementen Clermont-Ferrand (14) en Issoire (5).

## Gemeenten
Het kanton Vic-le-Comte omvatte tot 2014 de volgende 13 gemeenten:
- Busséol
- Isserteaux
- Laps
- Manglieu
- Mirefleurs
- Parent
- Pignols
- La Roche-Noire
- Saint-Georges-sur-Allier
- Saint-Maurice
- Sallèdes
- Vic-le-Comte (hoofdplaats)
- Yronde-et-Buron

Na de herindeling van de kantons bij decreet van 21 februari 2014, met uitwerking op 22 maart 2015, omvat het volgende 19 gemeenten :
- Busséol
- Chadeleuf
- Coudes
- Laps
- Manglieu
- Montpeyroux
- Mirefleurs
- Neschers
- Parent
- Pérignat-sur-Allier
- Pignols
- Plauzat
- La Roche-Noire
- Saint-Georges-sur-Allier
- Saint-Maurice
- Sallèdes
- Sauvagnat-Sainte-Marthe
- Vic-le-Comte
- Yronde-et-Buron